# 邓原 (明朝宦官)
邓原（？年—？年），弘治时期的御马监太监。

## 生平
邓原是明孝宗弘治年间的太监，弘治十年（1597年）正月廿七日，奉诏出镇福建。负责兼管银场，抚恤兵民，操练兵马，防御贼寇。福建有尤溪银屏山银场，当地山寇、海寇、倭寇经常为乱。邓原拜司礼监太监卢亮庵为义父，僧人云山和卢亮庵结识，并劝其皈依释家。卢亮庵殁後，云山负卢亮庵骨骸归，在漳浦县福寿院边建了一座舍利塔，安放其骨骸。邓原到福建后，感云山负骨之义，捐献银钱，广造殿宇，立皇帝敕谕碑于福寿院。邓原和出镇浙江的麦秀、出镇河南的蓝忠、出镇宣府的刘清，守法谦虚廉洁爱民。兵部上奏他们的事绩，明孝宗赐敕旌励。

## 延伸阅读
[在维基数据编辑]
 《明史卷三百〇四》，出自《明史》